# UTC+6
UTC+6 is de tijdzone voor:
- Bhutantijd (BTT)
- Bangladeshtijd (BDT)

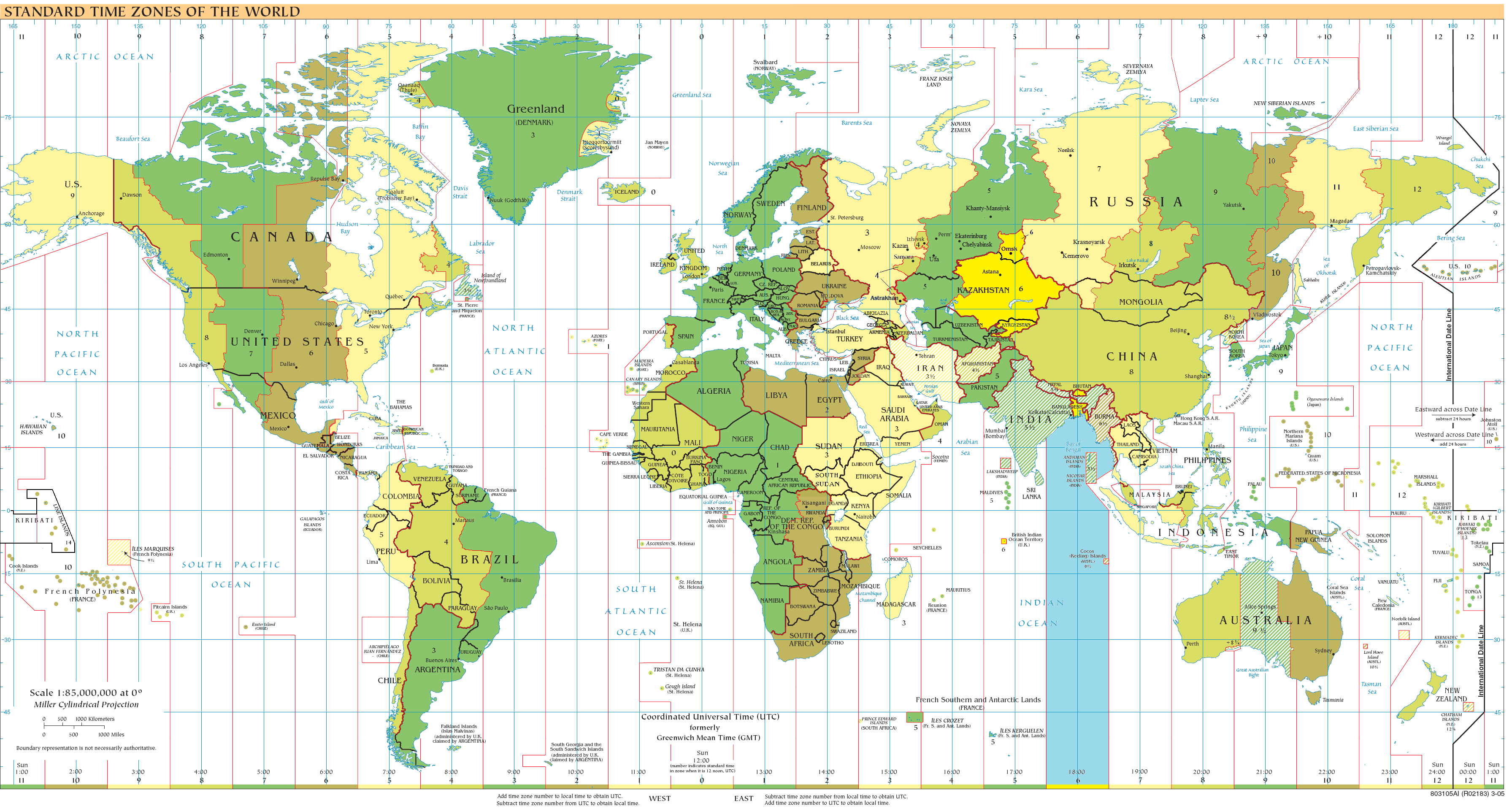
wintertijd
zomertijd
aan land, gehele jaar
op zee, gehele jaar

- Omsktijd (OMST) of Novosibirsktijd (NOVT) of West-Siberische Tijd (USZ5)
- Algemeen UTC+6 in andere landen.

## Landen en gebieden metzomertijd
Landen en gebieden met zomertijd zijn, op het noordelijk (*) respectievelijk het zuidelijk (**) halfrond:
- Bangladesh*
- Bhutan*

## Landen en gebieden zonder zomertijd
Landen en gebieden zonder zomertijd zijn, op het noordelijk (*) respectievelijk het zuidelijk (**) halfrond:
- Kazachstan* (oostelijk deel)
  - Bajkonoer
  - Oblast Almaty
  - Oblast Aqmola
  - Oblast Jambıl
  - Oblast Karaganda
  - Oblast Mañğıstaw
  - Astana
  - Oblast Noord-Kazachstan
  - Oblast Oost-Kazachstan
  - Oblast Pavlodar
  - Oblast Qızılorda
  - Oblast Qostanay
  - Oblast Türkistan
- Kirgizië*
- Rusland*
  - Altaj
  - Kraj Altaj
  - Oblast Novosibirsk
  - Oblast Omsk
  - Oblast Tomsk